# Bisentina
Bisentina (italsky Isola Bisentina) je ostrov na Bolsenském jezeře v Itálii. Má rozlohou 17 ha a jde o největší ostrov na jezeře.

## Přístup
Ostrovu lze dosáhnout dopravní linkou provozovanou z Capodimonte, dostupnou několikrát denně pokaždé, když se dosáhne minimálního množství pasažérů. Cena lístku zahrnuje malou exkurzi s průvodcem po ostrově Bisentina, dovolující pokochat se téměř nedotčenou přírodou, tvořenou hustými lesy stále zeleného dubu cesmínovitého, italskými zahradami, kouzelnými panoramaty a několika památkami.

## Památky
Návštěvníci si mohou prohlédnout například kostel svatého Jakuba a svatého Kryštofa s jeho kupolí od architekta Jacopa Barozziho da Vignola, františkánský klášter, skvostný malý chrám Rocchina zasvěcený svaté Kateřině, zbudovaný dle Sangallova osmiúhelníkového plánu na etruském kolumbáriu a tyčící se na jezeře z neočekávaného kamenného odkryvu, kapli Kříže s freskami z 5. století a nakonec strašné Malta dei Papi, doživotní vězení duchovních odsouzených za herezi, vytvořené uvnitř ubohé a šeré jeskyně, osvětlené jen malými padacími dveřmi ve výšce 20 metrů.
Na závěr exkurze podnikne člun panoramatický okruh kolem ostrova a pasažéři tak mohou vidět rozkošné zátoky na západě, majestátní horu Tabor na severu, skály naklánějící se nad jezerem na východě a nakonec zelený úsek nejjižnějšího břehu směrem k městu Capodimonte.

## Historie
Etruskové a Římané zanechali jen málo stop svého pobytu na ostrově. V 9. století sloužil jako útočiště při nájezdech Saracénů.
Kolem roku 1250 se stal majetkem pána Bisenzia, který jej po neshodách s jeho obyvateli vypálil a opustil. V roce 1261 jej znovudobyl Urban IV., čerstvě zvolený papež; v roce 1333 byl však opět zničen Ludvíkem Bavorským, obviněným z kacířství a papežem exkomunikovaným z církve. Od roku 1400 patřil do vlastnictví rodu Farnesiů, kdy zažil období velké prosperity a navštěvovala jej řada papežů. V roce 1635 zde vládl vévoda z Castra, Odoardo Farnese, který vstoupil do konfliktu s církví, jenž vyústil v úplné zničení Castra. Oba ostrovy se vrátily pod kontrolu církve a brzy opět změnily vlastníka. Současným majitelem je princezna Beatrice Spada Potenziani, žena vévody Fieschi Ravaschieriho.